# Caranx hippos
Caranx hippos, conosciuto comunemente come carango cavallo,  è un pesce di mare della famiglia Carangidae.

## Distribuzione e habitat
Questo pesce vive in tutte le acque tropicali e temperate calde del globo, nel mar Mediterraneo è complessivamente raro. Anche nei mari italiani non è comune.

Ha uno stile di vita decisamente pelagico ma si può talvolta incontrare vicino alle coste, soprattutto i giovani esemplari che penetrano anche in foci e lagune. Gli adulti si incontrano vicino a riva solo nei pressi di promontori ed isole.

## Descrizione
Ha un corpo decisamente alto e compresso lateralmente, con una sagoma caratteristica; la fronte è ripida e forma un netto angolo con il profilo del dorso. Il ventre, invece, è piatto o concavo. Le pinne dorsali sono due, la prima è piccola e ha 7 raggi mentre la seconda è lunga, con un lobo anteriore allungato ed acuto, è opposta e perfettamente simmetrica alla pinna anale. La pinna caudale è profondamente forcuta e molto ampia. Le pinne pettorali sono a forma di falce e molto lunghe, superano di un buon tratto la pinna anale. Le ventrali sono invece piccole. La linea laterale presenta una curva che termina all'incirca alla fine della pinna pettorale dopo che diventa rettilinea ed è ricoperta da squame ingrandite (scudetti). Sul peduncolo caudale ci sono due carene.

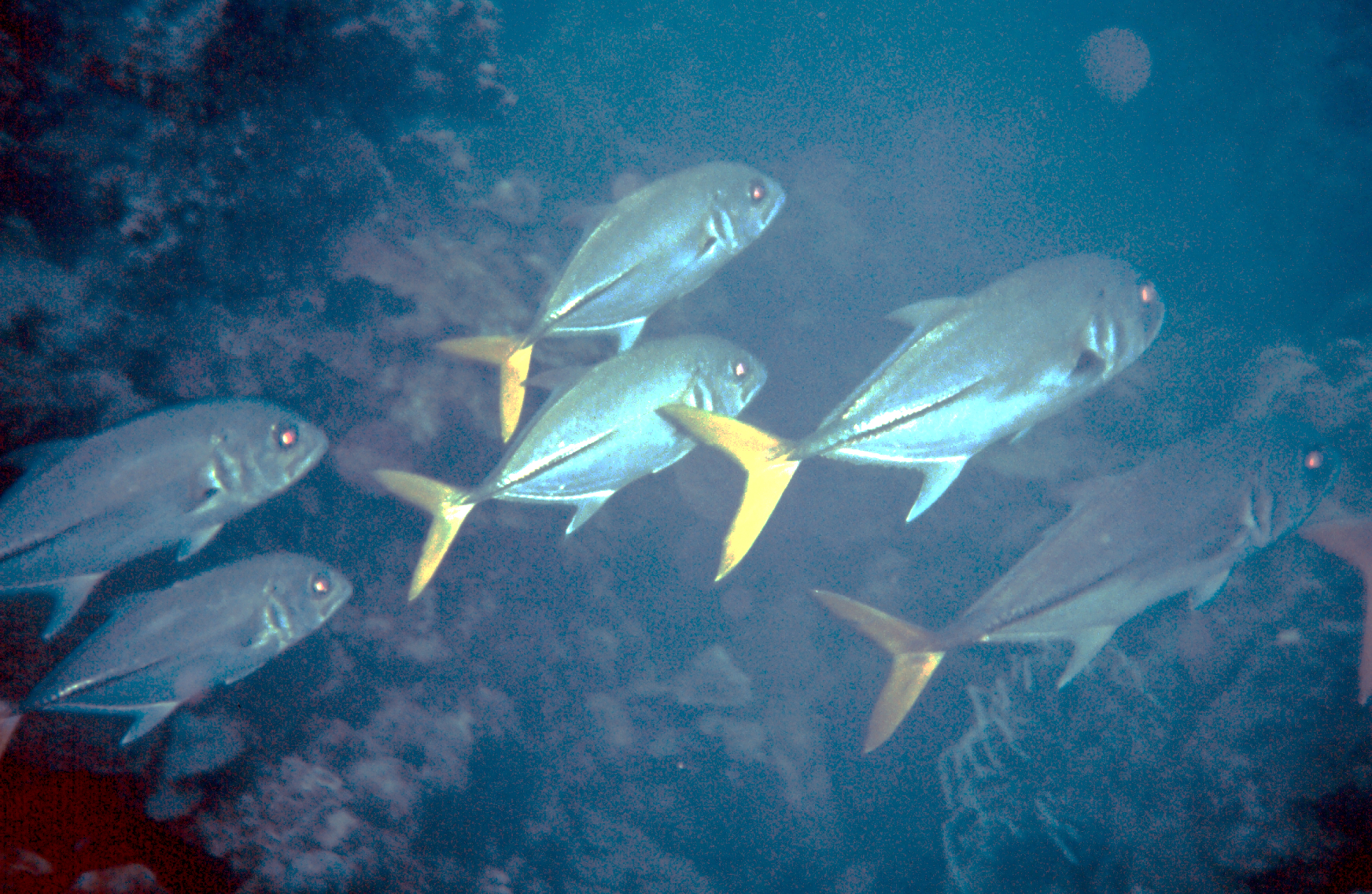
Caranx hippos nel suo ambiente naturale

Il colore normalmente è verde azzurro o grigio piombo con riflessi dorati (non sempre visibili) sul dorso, argentato sui fianchi e bianco o madreperlaceo sul ventre. Sul bordo dell'opercolo branchiale c'è un'evidente macchia scura. La pinna caudale (e talvolta anche il lobo delle pinne dorsale ed anale) sono giallastre, a volte giallo canarino. A volte, soprattutto nei piccoli esemplari, l'intero corpo è di colore giallo vivo o azzurrognolo con 5 o 6 strisce verticali grigio plumbeo, colori che scompaiono dopo la morte del pesce.

Supera il metro di lunghezza per 10 kg di peso.

## Alimentazione
È carnivoro e caccia piccoli pesci pelagici, soprattutto clupeidi.

## Pesca
È una preda molto apprezzata dai pescatori sportivi che lo catturano a traina. È uno strenuo combattente e lotta tenacemente riuscendo spesso a riconquistare la libertà. Ha ottime carni, simili a quelle della ricciola.